# لئون گریگوریان (کارگردان)
لوون گریگوریان (ارمنی: Լևոն Գրիգորյան؛  زادهٔ ۳ ژوئیه ۱۹۴۲) نویسنده، کارگردان فیلم و فیلمنامه‌نویس اهل ارمنستان است که بین سال‌های ۱۹۷۵ تا ۲۰۰۸ میلادی فعالیت کرد.

## زندگی‌نامه
وی در ۳ ژوئیه ۱۹۴۲ در به دنیا آمد و از انستیتو دولتی هنری و نمایشی ایروان و en:Top Courses for Scriptwriters and Film Directors فارغ‌التحصیل گشت.

## گزیده فیلمشناسی
از فیلم‌ها یا برنامه‌های تلویزیونی که وی در آن نقش داشته‌است می‌توان به قلب من در کوهساران اشاره کرد.